# Postcrossing
Postcrossing ist ein an Bookcrossing angelehntes Projekt, das einander unbekannten Menschen ermöglicht, Postkarten an zufällig ausgewählte andere Teilnehmer („Postcrosser“) zu versenden. Für jede versendete Karte bekommt man von einem anderen zufälligen Postcrosser eine zurück.

## Geschichte
Das Projekt wurde am 14. Juli 2005 von Paulo Magalhães begonnen. Über die Website wird alles in Englisch abgewickelt, um eine einheitliche Kommunikation zu gewährleisten, allerdings gibt es Hilfestellung im angeschlossenen Forum auf Deutsch.
Aktuell (18. Juli 2025) nehmen 805.094 Mitglieder aus 209 Ländern und Territorien an Postcrossing teil. Die Mitglieder sind etwa zu 66 Prozent weiblich, 14 Prozent männlich, 1 Prozent Gruppen und 19 Prozent ohne Angabe. Mehr als 82 Millionen Postkarten wurden bereits versandt und registriert. Dabei haben sie über 420 Milliarden Kilometer zurückgelegt. Über 60 Prozent aller Postkarten werden auch von den Mitgliedern eingescannt und auf die Online-Galerie von Postcrossing gestellt (Tendenz steigend). Durchschnittlich ist eine Postkarte 24 Tage unterwegs, wobei mehr als die Hälfte aller Karten weniger als 16 Tage benötigt.
Am 11. April 2008 wurde die einmillionste Postkarte registriert.

Entwicklung der Anzahl der versendeten Postkarten von August 2005 bis Juni 2019

In weniger als einem Jahr waren es bereits 2 Millionen, sieben Monate später 3 Millionen, weitere sechs Monate später 4 Millionen und keine fünf Monate später wurde die fünfmillionste Postkarte registriert. Jeweils vier Monate später waren es 6 und 7 Millionen, gute drei Monate später 8 Millionen, drei weitere Monate 9 Millionen. Die zehnmillionste Postkarte wurde am 27. Januar 2012 in Deutschland registriert und kam aus Japan. Allein im Jahr 2012 wurden 5 Millionen Postkarten verschickt. Die Marke von 15 Millionen war ein Meilenstein. Es wurde vermutet, dass dieser noch im Jahr 2012 erreicht wird. Dazu gab es einen Countdown und einen Wettbewerb, wer die genaue Zeit erraten wird. Erreicht wurde die Marke von 15 Millionen dann am 31. Dezember um 14:46 Uhr MEZ. Aktuell werden ca. 1 Million Postkarten in ca. zwei Monaten versandt.
Um 50 Millionen verschickte Postkarten zu feiern, gab es 2018 erneut einen Wettbewerb, wer die Zeit auf die Sekunde genau erraten wird. Der Gewinner erhielt eine Box mit 100 Postkarten. 14 weitere Benutzer, die am nächsten an der tatsächlichen Zeit lagen, haben jeweils eine Box mit 20–30 Karten erhalten. Dabei konnte jede Uhrzeit nur von einer Person „verwettet“ werden. Außerdem erhielten der Sender und Empfänger auch eine Postkartenbox mit jeweils 50 Karten.
| Datum              | Uhrzeit MEZ/MESZ | Millionen Postkarten | von → nach                              |
| ------------------ | ---------------- | -------------------- | --------------------------------------- |
| 11. April 2008     | 17:00            | 1                    | Türkei → Rumänien                       |
| 26. Februar 2009   | 07:30            | 2                    | Deutschland → Norwegen                  |
| 24. September 2009 | 17:10            | 3                    | Finnland → Slowenien                    |
| 28. März 2010      | 12:20            | 4                    | Tschechien → Niederlande                |
| 24. August 2010    | 21:00            | 5                    | Italien → Thailand                      |
| 30. Dezember 2010  | 13:00            | 6                    | Spanien → Deutschland                   |
| 19. April 2011     | 20:00            | 7                    | Volksrepublik China → Niederlande       |
| 2. August 2011     | 12:30            | 8                    | Finnland → Japan                        |
| 3. November 2011   | 08:00            | 9                    | Volksrepublik China → Russland          |
| 27. Januar 2012    | 17:50            | 10                   | Japan → Deutschland                     |
| 3. April 2012      | 22:10            | 11                   | Vereinigte Staaten → Island             |
| 12. Juni 2012      | 20:30            | 12                   | Vereinigte Staaten → Niederlande        |
| 22. August 2012    | 07:10            | 13                   | Hongkong → Russland                     |
| 25. Oktober 2012   | 22:50            | 14                   | Niederlande → Honduras                  |
| 31. Dezember 2012  | 14:46            | 15                   | Deutschland → Italien                   |
| 4. März 2013       | 09:21            | 16                   | Ukraine → Russland                      |
| 1. Mai 2013        | 02:21            | 17                   | Russland → Australien                   |
| 3. Juli 2013       | 08:57            | 18                   | Finnland → Taiwan                       |
| 2. September 2013  | 10:56            | 19                   | Ukraine → Deutschland                   |
| 29. Oktober 2013   | 06:49            | 20                   | Vereinigte Staaten → Taiwan             |
| 23. Dezember 2013  | 11:54            | 21                   | Niederlande → Italien                   |
| 17. Februar 2014   | 04:03            | 22                   | Niederlande → Polen                     |
| 10. April 2014     | 12:47            | 23                   | Deutschland → Australien                |
| 8. Juni 2014       | 14:40            | 24                   | Lettland → Japan                        |
| 10. August 2014    | 13:02            | 25                   | Niederlande → Deutschland               |
| 2. Juni 2015       | 00:27            | 30                   | Deutschland → Portugal                  |
| 13. Februar 2017   | 06:39            | 40                   | Taiwan → Frankreich                     |
| 27. Dezember 2018  | 20:13            | 50                   | Israel → Russland                       |
| 24. Januar 2021    | 11:17            | 60                   | Belarus → Tschechien                    |
| 5. Januar 2023     | 00:36            | 70                   | Vereinigte Staaten → Vereinigte Staaten |
| 7. Januar 2025     | 03:32            | 80                   | Niederlande → Deutschland               |

## Funktionsweise
Um Postcrossing nutzen zu können, ist eine Registrierung über die Webseite des Projekts erforderlich, bei der die Postadresse und eine E-Mail-Adresse hinterlegt werden müssen. Um nun eine Postkarte zu versenden, muss eine Adresse angefordert werden. Die Vergabe erfolgt zufällig, das Zielland kann nicht ausgesucht werden. Es kann jedoch gewählt werden, ob man Karten in sein Heimatland verschicken bzw. daraus empfangen möchte. Jede Karte erhält eine eindeutige Nummer (ID) nach dem Schema DE-12345. Die Buchstaben stehen dabei für das Land, in dem der Absender wohnt, die Zahlen werden pro Land aufsteigend vergeben. Die Zahl steht des Weiteren auch für die Anzahl an verschickten Karten des jeweiligen Landes.
Beim Schreiben der Postkarte ist der Absender an keinerlei Regeln gebunden, es muss lediglich die ID auf der Postkarte auftauchen, damit der Empfänger den Empfang bestätigen kann. Ist eine verschickte Postkarte angekommen, registriert der Empfänger die Karte, indem er auf der Website die ID eingibt. Dadurch wird die Absenderadresse freigegeben und per Zufallsprinzip an einen anderen Teilnehmer verteilt. So kann man nur eine Postkarte erhalten, wenn man selbst eine verschickt hat.
Um vor Spam zu schützen, kann ein Benutzer zunächst nur fünf Karten versenden (und somit nur fünf Adressen erhalten), und für jede vom Empfänger registrierte Karte eine weitere, sodass anfangs nie mehr als fünf Karten des Benutzers unterwegs (travelling) sind. Mit zunehmender Anzahl der vom Benutzer versendeten und vom jeweiligen Empfänger registrierten Karten steigt dieses Limit jedoch an, sodass der Benutzer im Laufe der Zeit immer mehr Karten gleichzeitig versenden kann. Die Höchstzahl der gleichzeitig versendbaren Karten beträgt 100 Stück.

## Mitgliederverteilung
Stand: 18. Juli 2025
| Ranking | Land                   | Benutzer | gesendete Postkarten |
| ------- | ---------------------- | -------- | -------------------- |
| 1.      | Russland               | 113.478  | 9.230.885            |
| 2.      | Taiwan                 | 111.535  | 3.234.338            |
| 3.      | Vereinigte Staaten     | 76.591   | 10.720.837           |
| 4.      | Volksrepublik China    | 70.719   | 3.407.058            |
| 5.      | Deutschland            | 64.656   | 14.743.462           |
| 6.      | Niederlande            | 35.289   | 5.657.004            |
| 7.      | Belarus                | 31.231   | 2.989.500            |
| 8.      | Polen                  | 29.737   | 1.784.395            |
| 9.      | Ukraine                | 24.146   | 1.695.066            |
| 10.     | Tschechien             | 21.636   | 2.035.858            |
| 11.     | Frankreich             | 18.362   | 1.650.104            |
| 12.     | Vereinigtes Königreich | 18.282   | 1.730.460            |
| 13.     | Finnland               | 15.899   | 4.588.554            |
| 14.     | Japan                  | 12.844   | 2.127.301            |
| 15.     | Indien                 | 11.432   | 571.040              |
| 16.     | Kanada                 | 11.252   | 1.481.273            |
| 17.     | Türkei                 | 10.591   | 385.571              |
| 18.     | Hongkong               | 9.509    | 821.499              |
| 19.     | Indonesien             | 8.603    | 344.848              |
| 20.     | Spanien                | 7.582    | 772.326              |
| 21.     | Brasilien              | 6.993    | 552.308              |
| 22.     | Litauen                | 6.899    | 889.656              |
| 23.     | Australien             | 6.129    | 945.184              |
| 24.     | Malaysia               | 6.057    | 614.129              |
| 25.     | Portugal               | 5.821    | 761.845              |
| 26.     | Belgien                | 5.533    | 899.986              |
| 27.     | Italien                | 5.350    | 743.736              |
| 28.     | Südkorea               | 5.053    | 305.956              |
| 29.     | Thailand               | 4.547    | 303.203              |
| 30.     | Schweiz                | 4.032    | 758.172              |

| Ranking | Land                   | Benutzer | gesendete Postkarten |
| ------- | ---------------------- | -------- | -------------------- |
| 1.      | Deutschland            | 64.656   | 14.743.462           |
| 2.      | Vereinigte Staaten     | 76.591   | 10.720.837           |
| 3.      | Russland               | 113.478  | 9.230.885            |
| 4.      | Niederlande            | 35.289   | 5.657.004            |
| 5.      | Finnland               | 15.899   | 4.588.554            |
| 6.      | Volksrepublik China    | 70.719   | 3.407.058            |
| 7.      | Taiwan                 | 111.535  | 3.234.338            |
| 8.      | Belarus                | 31.231   | 2.989.500            |
| 9.      | Japan                  | 12.844   | 2.127.301            |
| 10.     | Tschechien             | 21.636   | 2.035.858            |
| 11.     | Polen                  | 29.737   | 1.784.395            |
| 12.     | Vereinigtes Königreich | 18.282   | 1.730.460            |
| 13.     | Ukraine                | 24.146   | 1.695.066            |
| 14.     | Frankreich             | 18.362   | 1.650.104            |
| 15.     | Kanada                 | 11.252   | 1.481.273            |
| 16.     | Australien             | 6.129    | 945.184              |
| 17.     | Belgien                | 5.533    | 899.986              |
| 18.     | Litauen                | 6.899    | 889.656              |
| 19.     | Hongkong               | 9.509    | 821.499              |
| 20.     | Spanien                | 7.582    | 772.326              |
| 21.     | Portugal               | 5.821    | 761.845              |
| 22.     | Österreich             | 3.814    | 761.451              |
| 23.     | Schweiz                | 4.032    | 758.172              |
| 24.     | Italien                | 5.350    | 743.736              |
| 25.     | Malaysia               | 6.057    | 614.129              |
| 26.     | Indien                 | 11.432   | 571.040              |
| 27.     | Brasilien              | 6.993    | 552.308              |
| 28.     | Singapur               | 2.928    | 419.165              |
| 29.     | Lettland               | 2.808    | 402.187              |
| 30.     | Türkei                 | 10.591   | 385.571              |

## Postcrossing-Philatelie

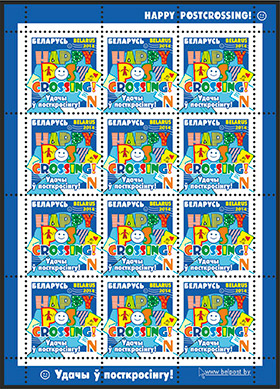
Zweisprachiger Briefmarkenblock Happy Postcrossing der Post Weißrusslands, 2014

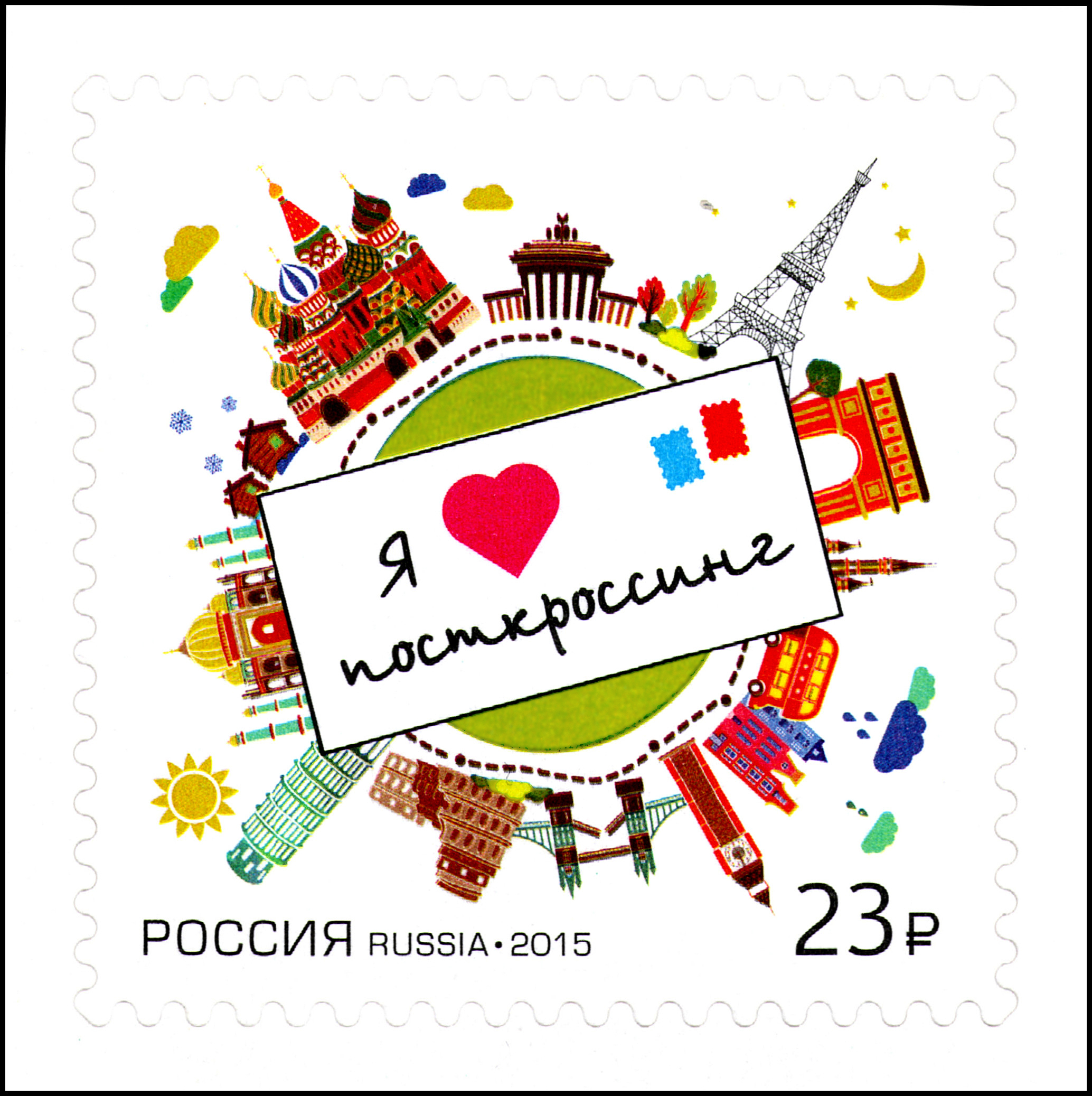
Briefmarke I ❤ postcrossing, Post Russlands, 2015

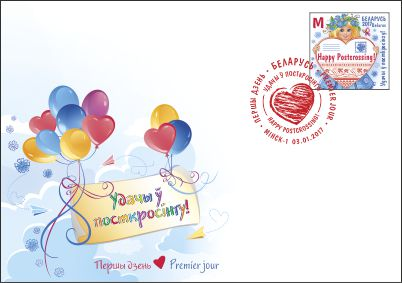
Ersttagsbrief Weißrusslands Happy Postcrossing! aus dem Jahr 2017

Am 14. Oktober 2011 stellte die niederländische Postgesellschaft PostNL auf der philatelistischen Veranstaltung Postex 2011 in Apeldoorn ein Postcrossing-Briefmarken-Set vor. Sie dienen in den Niederlanden als vollwertiges Postwertzeichen für den Versand internationaler Postkarten und sind unter den Sammlern der Postcrossing-Gemeinschaft ein oft gewünschtes Sammlerstück. Die Marken wurden von Garech und Declan Stone entworfen. Den ersten Bogen bekam Postcrossing-Gründer Paulo Magalhães am 15. Oktober 2011 auf der Veranstaltung überreicht. Ein Set aus zehn Marken kostet in den Niederlanden neun Euro.
Seitdem veröffentlichen kontinuierlich weitere Länder Briefmarken mit einem thematischen Bezug zu Postcrossing; einige davon mittlerweile mehrmals. Die anhaltende Publikation von Postwertzeichen mit Postcrossing-Bezug ruft ein stetig zunehmendes philatelistisches Interesse sowohl an den Postcrossing-Briefmarken selbst, als auch an Ersttags- und Sonderstempeln zum Thema hervor.
Die Deutsche Post verausgabte am 14. Juli 2015 zum zehnjährigen Jubiläum eine vorfrankierte Postkarte zum weltweiten Versand für einen Preis von 1,00 Euro. Am 6. Oktober 2022 folgte eine Postcrossing-Sondermarke im Wert von 0,95 €. Der Entwurf stammt von der Grafikerin Greta Gröttrup aus Hamburg. Zum 20 Jährigen Jubiläum von Postcrossing 2025 haben sowohl die belgische als auch die niederländische Post Briefmarken herausgegeben.
| Veröffentlichung | Land        | Postgesellschaft                                                           |
| ---------------- | ----------- | -------------------------------------------------------------------------- |
| 14.10.2011       | Niederlande | PostNL                                                                     |
| 09.09.2013       | Finnland    | Posti                                                                      |
| 05.10.2013       | Litauen     | Lietuvos paštas                                                            |
| 02.01.2014       | Belarus     | Belpost                                                                    |
| 28.05.2014       | Guernsey    | Guernsey Post                                                              |
| 25.01.2015       | Russland    | Почта России                                                               |
| 29.05.2015       | Slowenien   | Pošta Slovenije                                                            |
| 02.09.2015       | Tschechien  | Česká Pošta                                                                |
| 09.10.2015       | Ukraine     | Ukrposhta                                                                  |
| 07.11.2015       | Kasachstan  | Kazpost                                                                    |
| 23.12.2015       | Bulgarien   | Bulgarian Posts                                                            |
| 25.03.2016       | Russland    | Почта России                                                               |
| 29.03.2016       | Niederlande | PostNL                                                                     |
| 21.05.2016       | Österreich  | Österreichische Post AG                                                    |
| 14.07.2016       | Polen       | Poczta Polska                                                              |
| 14.07.2016       | Guernsey    | Guernsey Post                                                              |
| 03.01.2017       | Belarus     | Belpost                                                                    |
| 24.02.2017       | Rumänien    | Poșta Română                                                               |
| 14.07.2017       | Indonesien  | POS Indonesia                                                              |
| 07.09.2017       | Schweiz     | Schweizerische Post AG                                                     |
| 05.10.2017       | Irland      | An Post                                                                    |
| 02.02.2018       | Ungarn      | Magyar Posta                                                               |
| 23.06.2018       | Moldau      | Poșta Moldovei                                                             |
| 07.09.2019       | Åland       | Åland Post                                                                 |
| 10.06.2021       | Guernsey    | Guernsey Post                                                              |
| 10.07.2021       | Belarus     | Belpost                                                                    |
| 14.07.2021       | Österreich  | Österreichische Post AG                                                    |
| 13.09.2022       | Luxemburg   | Post Luxembourg                                                            |
| 01.10.2022       | Estland     | Eesti Post                                                                 |
| 06.10.2022       | Deutschland | Deutsche Post AG, Briefmarken-Jahrgang 2022 der Bundesrepublik Deutschland |
| 07.08.2024       | Neuseeland  | New Zealand Post                                                           |
| 21.10.2024       | Polen       | Poczta Polska                                                              |
| 16.06.2025       | Belgien     | bpost                                                                      |
| 14.07.2025       | Niederlande | PostNL                                                                     |